# João Fernando Coutinho
João Fernando Pontual Coutinho (Recife, 22 de agosto de 1979) é um administrador e político brasileiro, filiado ao Partido Republicano da Ordem Social (PROS).. Foi deputado estadual e federal pelo estado de Pernambuco.  

## Biografia
Foi eleito deputado federal em 2014, com 120 059 votos para a 55.ª legislatura (2015-2019). Antes ele exerceu o cargo de deputado estadual por três mandatos consecutivos na Assembleia Legislativa de Pernambuco (de 2002 a 2014). Na Alepe, também ocupou o cargo de primeiro-secretário da mesa diretora por oito anos. Ele ainda presidiu, durante dois períodos, a Comissão de Ciência, Tecnologia e Informática da Casa de Joaquim Nabuco. Uma das marcas da sua vida pública, sempre trabalhou para aproximar o poder legislativo da população, principalmente das comunidades mais carentes, no campo da educação, e na geração de emprego e renda. Em suas experiências políticas, o deputado sempre defendeu a melhor utilização dos recursos públicos.
Na Câmara, teve todo o seu primeiro mandato marcado por intensa atuação legislativa. João contabiliza vários projetos de lei, inúmeros requerimentos, além da titularidade em importantes Comissões como: Comissão Mista de Orçamento (CMO), uma das mais importantes do Congresso, que tem entre as suas atribuições definir o orçamento do Governo Federal para o ano inteiro. Na condição de membro sempre lutou pela manutenção de importantes programas sociais assim como buscar mais recursos para o Estado de Pernambuco. Ele também já foi membro titular da Comissão de Minas e Energia (CME), e em 2017 foi eleito vice-presidente da Comissão de Defesa do Consumidor (CDC). 
Reconhecido pelos seus pares na Câmara, João Fernando foi escolhido coordenador da bancada pernambucana no Congresso, e foi um dos responsáveis pela manutenção dos investimentos, apesar do grande contingenciamento de recursos, para a continuidade na construção da Adutora do Agreste, mantendo o diálogo entre os governos Estadual e Federal.
Defensor da Vaquejada, foi um dos autores da PEC e teve papel fundamental de articulação na Câmara para aprovação da medida que regulamentou a prática da Vaquejada e também outros esportes equestres em todo o país. 
O Plenário da Câmara dos Deputados aprovou, recentemente, o Projeto de Lei nº 9086/17, no qual João Fernando foi o relator, e que cria a Política Nacional de Biocombustíveis - RenovaBio. Um programa do Governo Federal, lançado para expandir a produção de biocombustíveis, entre eles o etanol, o biodiesel, o biogás e o bioquerosene.
Em Pernambuco, a atuação de João Fernando tem sido destaque pela sua capacidade de ajudar os municípios, destinando recursos e assim garantindo melhorias nos serviços públicos para todos os cidadãos.
No pleito de 2018, obteve 63 939 votos, que foram insuficientes à sua reeleição.